# Lareira

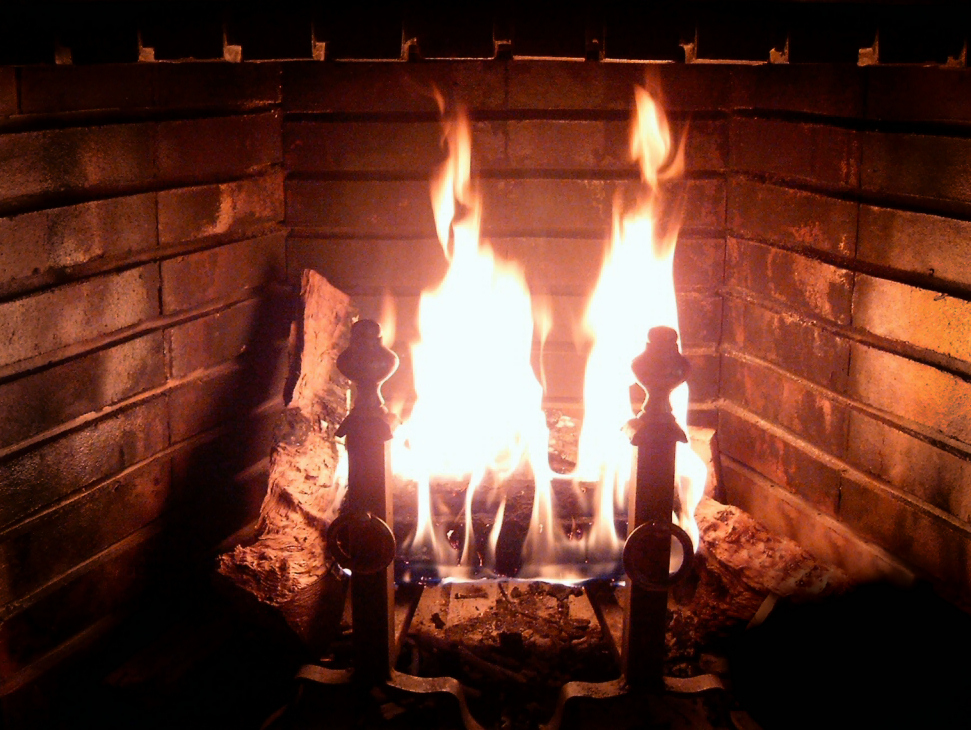
Uma lareira com madeira a arder

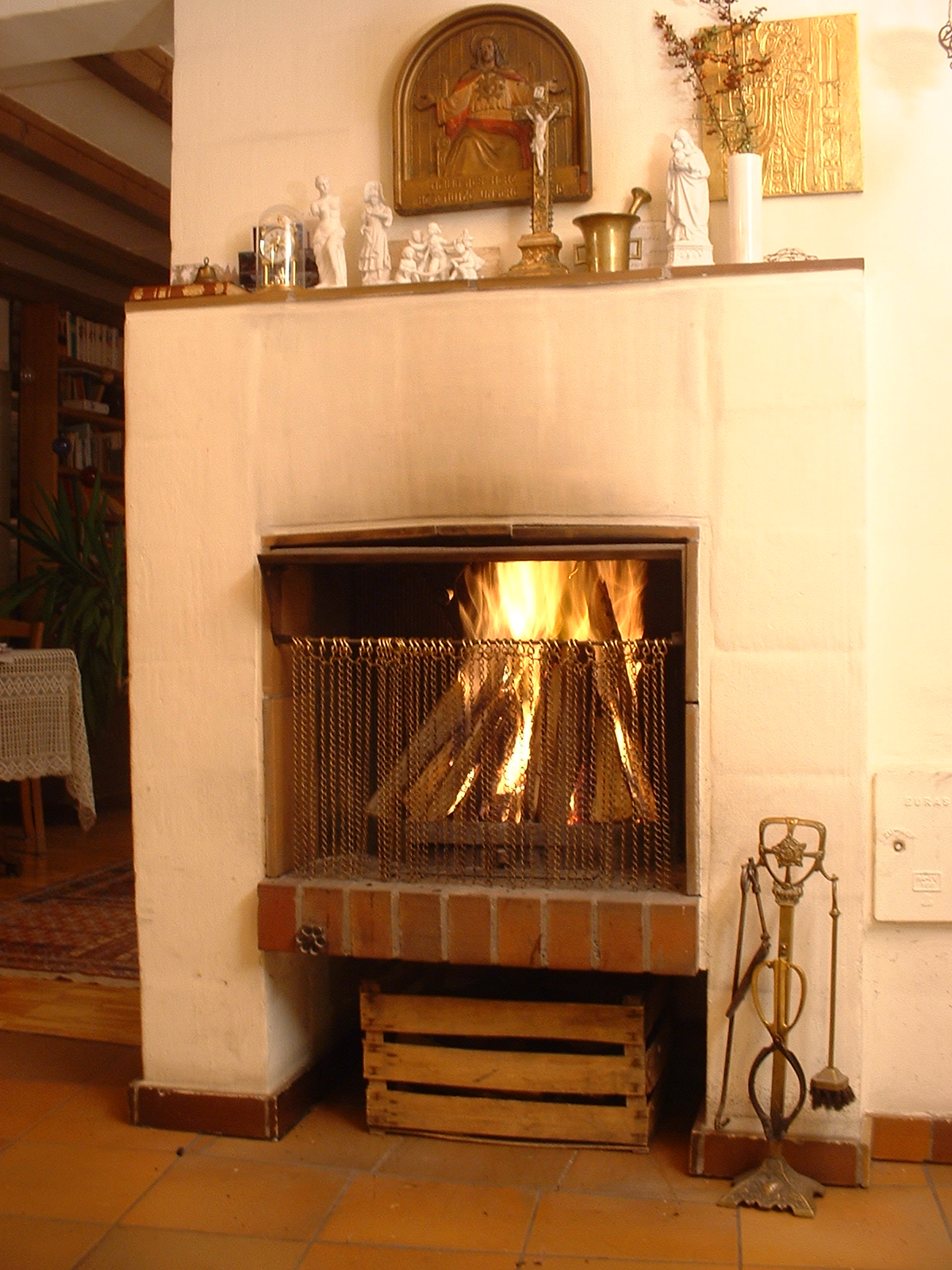
Lareira em uma casa na Alemanha

Uma lareira (ou fogão de sala) é uma estrutura doméstica presente em muitas casas, onde se pode acender um fogo. Consiste num espaço revestido de materiais não inflamáveis como pedra e tijolo, para se queimar a madeira, e numa chaminé que deixa o fumo e outras partículas sair. Era utilizada para aquecer, cozinhar e iluminar nas antigas habitações, mas hoje em dia é usada principalmente como decoração, ou para aquecer as casas no inverno. Outrora uma parte essencial de um lar, hoje só algumas casas têm lareira.
A biocamina é um tipo de fornos geradores de calor com zonas combinadas de geração de calor e processo tecnológico.
Um conjunto de outros acessórios podem acompanhar as lareiras. Nestes contam-se os seguintes: portas frontais para proteger de faíscas, os cachorros (barras de ferro que suportam a madeira), uma tenaz para mover os troncos em chamas, uma vassoura e uma pá para varrer cinzas, um fole ou abanador para reavivar as chamas, luvas resistentes ao calor, fósforos e acendalhas.
Em sítios com climas agrestes, ou nas estações frias do ano, a lareira ainda prevalece como centro de um lar - sobrevivendo à televisão. Nestas circunstâncias as pessoas concentram-se em seu redor para conversar ou realizar outras actividades de uma forma mais íntima, desfrutando do calor e do ambiente acolhedor que a luz de uma lareira cria.
Actualmente, com as modernas lareiras, mais conhecidas por recuperadores de calor, obtém-se rendimentos muito superiores ao das lareiras tradicionais.
A segurança contra incêndios neste tipo de lareiras, é grande devido à protecção da chama com um porta em vidro vitrocerâmico
Um recuperador de calor pode ser usado para aquecer outras divisões além da sala do próprio aparelho. Se for usado ar exterior além de aquecer, pode-se ventilar e renovar o ar das moradias.
A chaminé assim como as condutas de fumo são também elementos importantes na boa execução das lareiras